# بخش ایگلسیا
بخش ایگلسیا (به اسپانیایی: Departamento Iglesia) یک منطقهٔ مسکونی در آرژانتین است که در استان سان خوآن، آرژانتین واقع شده‌است. بخش ایگلسیا ۶٫۷۳۷ نفر جمعیت دارد.